# Бурлак Микола Михайлович
Микол́а Миха́йлович Бурла́к (1987—2014) — старший солдат Збройних сил України, учасник російсько-української війни.

## Життєпис
Народився 1987 року в селі Стольне Менського району. Закінчив 2004-го Стольненську середню школу, Чернігівський навчально-курсовий комбінат корпорації «Укрбуд». Проходив строкову військову службу у Збройних силах України в 2005—2006 роках. У 2008—2011 роках — служба за контрактом, смт Гончарівське Чернігівського району, механік-водій. У 2012 році намагався вступити на службу до органів внутрішніх справ та не вийшло через проблеми зі здоров'ям (хворі нирки). З травня 2013 — старший стрілець, 13-й аеромобільний батальйон, 95-та окрема аеромобільна бригада.
Від 4 червня 2014 року перебував в зоні бойових дій. У складі штурмової групи зі знищення бойовиків 19 липня 2014-го загинув у бою під Лисичанськом. Тоді ж полягли капітан Савченко Максим Сергійович, сержант Пушанко Артур Олександрович, солдати Ляпін Юрій Олегович й Клим Олег Іванович.
Вдома залишилися батьки, двоє братів та сестра.
24 липня 2014 року похований у селі Стольне Менського району.

## Нагороди та вшанування
- 14 листопада 2014 року за особисту мужність і героїзм, виявлені у захисті державного суверенітету та територіальної цілісності України, вірність військовій присязі під час російсько-української війни, відзначений — нагороджений орденом «За мужність» III ступеня (посмертно).
- 20 лютого 2015 року, на будівлі Стольненської загальноосвітньої школи, було відкрито пам'ятну дошку загиблого героя[1].
- Присвоєно звання «Почесний громадянин Менського району» (30.3.2016; посмертно)[2].